# Individualismo estatal
El individualismo estatal es una ideología fundada en una alianza entre el Estado, por un lado, y un individuo libre, por el otro. El principio del individualismo estatal cobró fuerza en Suecia en los años 60 y 70 mediante reformas como la introducción de impuestos especiales, la creación de guarderías y centros preescolares, un sistema general de ayudas a los estudiantes, cambios en la legislación familiar una política familiar radicalizada. La relación entre el Estado y el individuo dentro de la ideología presupone y refuerza en parte tanto un fuerte individualismo como un Estado fuerte, para su libertad y su sustento, cuidado y bienestar que la que tienen con su propia familia o la sociedad civil. En 1994, el historiador de las ideas Peter Antman dijo que hay "pocos Estados de bienestar que se construyan tan coherentemente en torno a la idea de la autonomía individual como Suecia. Casi todos nuestros sistemas de bienestar están vinculados al individuo, no a la familia o al trabajo como es tan común en otros países occidentales". Desde entonces, sin embargo, mucho ha cambiado en Suecia y muchos de estos sistemas de bienestar han sido desmantelados o erosionados.
Los defensores del individualismo estatal sostienen que son preferibles las reformas que liberan a los individuos de dependencias personales de la sociedad civil -como otros individuos, instituciones privadas, la familia y organizaciones benéficas-; cuando el Estado asume más responsabilidades mediante, por ejemplo, el seguro de desempleo y el seguro sanitario universal, el individuo se vuelve más libre. Los críticos del individualismo estatal sostienen que se trata de una forma de socialismo y liberalismo combinados que socava la familia y la sociedad civil, haciendo a los individuos más dependientes del Estado. Por ejemplo, durante la Semana de Almedal de 2012, el líder de los democristianos, Göran Hägglund, se pronunció enérgicamente contra el individualismo estatal y a favor de fortalecer la sociedad civil en su lugar.  
La ideología del individualismo estatal que ha dominado la vida política en Suecia desde la década de 1960 ha hecho que el pueblo sueco sea individualista en mayor medida de lo que es habitual en el mundo occidental.